# Alexander Hugh Macmillan
Alexander Hugh Macmillan (2 de julio de 1877 – 26 de agosto de 1966) fue un miembro de los Estudiantes de la Biblia, nombre con el que se conoce a los Testigos de Jehová antes de 1931.
Autor del libro La Fe en Marcha, publicado en 1957, donde presenta un historial de la religión de los Testigos de Jehová hasta entonces. Se convirtió en un asociado íntimo de Charles Taze Russell. Fue uno de los miembros de la junta directiva de la Sociedad Torre del Vigía de Biblias y Tratados (de los Estados Unidos), presidida por Joseph Franklin Rutherford.
Macmillan nació en Canadá el 2 de julio de 1877. Cuando aún no tenía 20 años, obtuvo el libro de Russell, El Plan Divino de las Edades (1886), el Volumen I de la serie Estudio de las Escrituras. A partir de entonces, creyó que había encontrado la verdad religiosa.
En septiembre de 1900, conoció personalmente a Charles Russell en una asamblea de los Estudiantes de la Biblia. Macmillan se bautiza y comienza a trabajar junto con Russell en la Sede de la Sociedad en Pittsburg, Pensilvania. En 1905, durante una visita de Russell a Kansas City, conoce a Joseph Rutherford, Macmillan es invitado a ser evangelizador de tiempo completo. 
En la reunión general de la Sociedad Watchtower, el 5 de enero de 1918, se convierte en miembro de la junta directiva de la Sociedad, en esta misma reunión Joseph Rutherford, es electo presidente de la Sociedad. Macmillan sirvió como miembro durante la presidencia de Rutherford, y después, con Nathan Homer Knorr. 
Durante la II Guerra Mundial, entre los años 1942 a 1945, por algún tiempo breve visitó un circuito de 21 prisiones. Antes de eso, sirvió durante varios años como evangelizador de tiempo completo, y en 1941, es designado Precursor Especial. En 1947, es nombrado Superintendente de Distrito. Regresa al Servicio en el Betel de Brooklyn, en 1948, donde tuvo un programa en la estación de radio de la Sociedad -la WBBR-, en diciembre de aquel año. Fallece a los 89 años el 26 de agosto de 1966. Permaneciendo fiel hasta su muerte siendo un ejemplo de humildad.